# Storm over Tibet
Storm over Tibet, ook bekend onder de naam Mask of the Himalayas is een Amerikaans-Duitse zwart-witfilm uit 1952 van Andrew Marton en Harald Dyrenfurth.
De film is de onvoltooide, 20 jaar oude droom van filmmaker Harald Dyrenfurth, waarbij diens film materiaal van Mask of the Himalayas is gebruikt die hij opnam in 1934. Hij maakte toen een mislukte expeditie naar de Mount Everest. Ondertussen inspireerde dit filmmateriaal Frank Capra tot de film Lost Horizon die hij uitbracht in 1937.

## Verhaal
David Simms is een piloot tijdens de Tweede Wereldoorlog en vliegt bevoorradingen over in het Himalaya-gebergte. Op een dag neemt zijn vriend Bill March een vlucht van hem over en verdwijnt hij tijdens die vlucht spoorloos. Na de oorlog bezoekt Simss de vrouw van March, ze worden verliefd op elkaar en trouwen. Samen besluiten ze naar Tibet te reizen en uit te zoeken wat er met March is gebeurd. Hun onderzoek wordt steeds vreemder, vooral nadat ze een geheim masker vinden.

## Rolverdeling
| Acteur              | Personage          |
| ------------------- | ------------------ |
| Rex Reason          | David Simms        |
| Diana Douglas       | Elaine March Simms |
| Myron Healey        | Bill March         |
| Robert Karnes       | Radio operator     |
| Strother Martin     | Copiloot           |
| Harold Fong         | Sergeant Lee       |
| Harold Dyrenforth   | Professor Faber    |
| Jarmila Marton      | Mevrouw Faber      |
| William Schallert   | Aylen              |
| John Dodsworth      | Malloy             |
| Marcella Concepcion | Hoge lama          |